# واتس ۱۷۹۸
سیارک ۱۷۹۸ (به انگلیسی: 1798 Watts، نامگذاری:1949GC) هزار و هفتصد و نود و هشتمین سیارک کشف شده‌است که در ۴ آوریل ۱۹۴۹ کشف شد.
قدر مطلق سیارک برابر ۱۲٫۸۰ است.